# Asatte no Hoko
Asatte no Houkou (яп. あさっての方向 асаттэ но хо:ко:, «в другую сторону», англ. Living for the Day After Tomorrow) — манга, автором и иллюстратором которой является J-ta Yamada. Манга выпускалась издательством Mag Garden в журнале Comic Blade Masamune с 3 марта 2005 года. 15 июня 2007 года были выпущены 5 томов манги. По её мотивам студией J.C.Staff был выпущен аниме-сериал, который транслировался в Японии с октября по декабрь 2006 года.

## Сюжет
Сюжет разворачивается вокруг маленькой девочки Карады Иокавы, которая после летних каникул будет переведена в среднюю школу и Сёко Ногами, молодой девушки, которая только что вернулась из обучения за рубежом, она также бывшая девушка старшего брата Карады. Главные героини знакомятся между собой: Карада мечтает стать взрослой, а Сёко, наоборот, снова маленькой. Они загадывают желания в храме и, к их удивлению, они исполняются. Карада становится взрослой девушкой, а Сёко 11-летней девочкой. Естественно, главные героини никак не были готовы к такому повороту событий.

## Список персонажей
Карада Иокава (яп. 五百川 からだ)
Сэйю: Аюми Фудзимура
Весёлая девочка, которая в следующем году перейдёт в среднюю школу. Её приемные родители умерли когда ей было два года, и с тех пор она жила со своим старшим братом, Хиро. Несмотря на свой возраст, она научилась готовить и убирать по дому сама, так как девочка не желает быть обузой для своего брата и одновременно желает стать взрослой. Её друг и одноклассник Тэцумаса питает любовные чувства к ней и после того, как он признался ей (взрослой), она тоже влюбляется в Тэцу.
Сёко Ногами (яп. 野上 椒子)
Сэйю: Сидзука Ито
Молодая девушка, которая только недавно вернулась из США. Впервые встретила Караду в храме, в котором был камень желаний. Раньше была девушкой Хиро, они познакомились в Америке. Хиро уехал в Японию на похороны родителей, но обещал вернуться. Сёко ждала его несколько месяцев, после чего получила письмо, что Хиро не собирается возвращаться, не указав причину. Сёко обиделась на Хиро, но не знала, что у него есть младшая сестра. После того как Сёко лучше узнаёт Караду, привязывается к ней.
Хиро Иокава (яп. 五百川 尋)
Сэйю: Сатоси Хино
Старший брат Карады. Молодой парень, раньше учился за границей, где встречался с Сёко. Они вместе учились в университете в Бостоне. Он должен был уехать в Японию, чтобы присутствовать на похоронах своих родителей, и не смог вернулся, потому что должен был заботиться о своей сестре, Караде. Через несколько месяцев он отправил письмо Сёко, сказав, что никогда не вернется, без объяснения причин. Позже выяснилось, что на самом деле он не брат Карады, и встретил её первый раз на похоронах своих родителей. Сначала думал, что вернется в Америку сразу после похорон, но после встречи с ней он не мог оставить Караду на произвол судьбы. Работает в аптеке.
Тэцумаса Амино (яп. 網野 徹允)
Сэйю: Кацухито Номура
Или просто Тэцу. Он одноклассник Карады и один из её близких друзей. Очень высокий для своего возраста, из-за чего все думают, что он ученик старшей школы. Он любит Караду, и когда она стала большой, Тэцу, не зная об этом, искал её везде долгое время. Не любит Хиро, так как тот вмешивается в их отношения с Карадой.
Токо Амино (яп. 網野 透子)
Сэйю: Акэно Втанабэ
Старшая сестра Тэцу, подружка Карады и Хиро. Работает в кафетерии, который часто посещает Хиро.
Котоми Сиодзаки (яп. 汐崎 琴美)
Сэйю: Ами Косимидзу
Родственница Тэцу и Токо, пылкая молодая девушка. Хотя рядом с матерью Тэцу ведёт себя мило. Появляется только в аниме-сериале.

## Аниме
Аниме-сериал был создан студией J.C.Staff и транслировался по телеканалу TBS с 5 октября по 21 декабря 2006 года. 2 января 2009 года сериал на английском языке транслировался по телеканалу Animax на территории Азии под названием Living for the Day After Tomorrow. Сериал был также лицензирован компанией Section23 Films для продажи на территории США 13 апреля 2010 года.
Открывающую тему «Hikari no Kisetsu» (яп. 光の季節) исполняет Suara, а закрывающую «Sweet Home Song» (яп. スイートホームソング) исполняет Yuumao.

## Список серий аниме
| |                                                                     |                  |
| 01 | The Wishing Stones «Negai Ishi» (願い石)                            | 5 октября, 2006  |
| Сёко возвращается в Японию и встречает Караду с Хиро. Сёко проводит некоторое время с ними, сначала в пляже, а потом у храма во время мероприятия. Сёко понимает, что Хиро бросил её ради другой и дала пощёчину. Под ночным светом луны Сёко и Карада меняются возрастами. |                                                                     |                  |
| 02 | A Passing Encounter «Surechigai» (すれちがい)                       | 12 октября, 2006 |
| Карада и Сёко поменялись возрастами. Карада — девушка, а Сёко — девочка. Хиро тратит весь день, чтобы найти Караду, но когда сталкивается с Карадой и Сёко, не узнаёт их.                                                                                                   |                                                                     |                  |
| 03 | A New Lifestyle «Atarashii Seikatsu» (あたらしい生活)               | 19 октября, 2006 |
| Сёко и Карада постепенно начинают привыкать с своему новому возрасту. Хиро всё ещё ищет Караду и отправляется в квартиру Сёко. Сначала, увидев Сёко, он подумал, что это её младшая сестра, но позже узнаёт о причине произошедшего.                                        |                                                                     |                  |
| 04 | I Want You to Believe «Shinjite Hoshii» (信じてほしい)              | 16 октября, 2006 |
| Хиро наконец поверил в то, что Карада и Сёко поменялись возрастами, что довольно тяжело для Карады. Позже они вместе отправляются на праздник летнего фестиваля. |                                                                     |                  |
| 05 | A Place to Return To «Kaeru Tokoro» (帰るところ)                    | 2 ноября, 2006   |
| Карада убеждает Сёко переехать жить к ней и Хиро. Сёко встречает Котоми, которая приглашает её поиграть с другими детьми. Тем временем Тэцу хочет отправиться на поиски Карады, но его вынуждают остаться дома и учиться.                                                   |                                                                     |                  |
| 06 | Summer's Eternity «Natsu no Eien» (夏の永遠)                        | 9 ноября, 2006   |
| Тэцу отправляется в квартиру Карады и даже общается с ней, но не узнаёт её. Позже они совершают прогулку по городу. |                                                                     |                  |
| 07 | A Moment Between Them «Futari no Tsukanoma» (二人のつかのま)        | 16 ноября, 2006  |
| День рождения Хиро. Карада решает испечь ему торт, ей помогает Сёко. Однако Сёко всё ещё не может забыть прошлое с Хиро. |                                                                     |                  |
| 08 | Living for the Day After Tomorrow «Asatte no Hōkō» (あさっての方向) | 23 ноября, 2006  |
| Карада уезжает и решает жить самостоятельно, но не осознаёт, как это сложно. Во время ливня девушка вспоминает о прошлом, родителях и как она впервые встретила Хиро. |                                                                     |                  |
| 09 | The Signpost «Michishirube» (みちしるべ)                            | 30 ноября, 2006  |
| Карада, чтобы дальше самостоятельно жить, начинает работать на пенсионе. Тем временем Тэцу всё ещё ищет Караду, в этом ему помогает Котоми. |                                                                     |                  |
| 10 | The True Name «Hontō no Namae» (本当の名前)                         | 7 декабря, 2006  |
| Тэцу продолжает искать Караду не осознавая, что уже встретил её. Когда начинается дождь, и Тэцу не возвращается, Карада отправляется искать его. |                                                                     |                  |
| 11 | The Present That Exists There «Soko ni Aru Genzai» (そこにある現在) | 14 декабря, 2006 |
| После того, как Тэцу становится лучше, Карада рассказывает, кто она на самом деле, но Тэцу ей не верит. Хиро и Сёко мирятся и едут на поезде к Караде. |                                                                     |                  |
| 12 | To Be Here «Koko ni Iru Koto» (ここにいること)                      | 21 декабря, 2006 |
| В конце концов, Тэцу верит, что Карада стала взрослой. Котоми уезжает из города, чтобы повидаться с отцом и дарит Сёко кусочек камня желаний. В конце серии главные героини возвращают свой изначальный возраст, а камень исчезает.                                         |                                                                     |                  |